# Niederwald (Teksas)
Niederwald je grad u američkoj saveznoj državi Teksas. Prema popisu stanovništva iz 2010. u njemu je živjelo 565 stanovnika.